# Zonopetala viscata
Zonopetala viscata es una especie de mariposa de la familia Oecophoridae.
Fue descrita científicamente por Meyrick en 1914.